# 183 Club
183 Club là một nhóm nhạc nam Đài Loan do công ty Jungiery quản lý. Nói cách khác, 183 Club là một phần của J-Star. Ban đầu nhóm được gọi tên là "183 Yu Le Bu," có nghĩa là "Tập đoàn Giải trí 183", nhưng sau đó họ quyết định rằng tên nên được rút gọn thành như bây giờ là: 183 Club. Chiều cao trung bình của năm thành viên khoảng 183 cm, do đó tên nhóm trở thành 183 Club. Tuy nhiên, sự thật là chỉ có duy nhất một thành viên thực sự cao 183 cm: Nhan Hành Thư, cựu trưởng nhóm của 183 Club.
Họ đã tham gia diễn xuất trong nhiều bộ phim truyền hình Đài Loan như Phép màu, Hoàng tử Ếch và Áo Cưới Thiên Quốc.
Nhạc phim Phép màu của nhóm từng giành giải Nhạc phim xuất sắc nhất tại Lễ trao giải HITO Radio Music Awards năm 2007, do Đài truyền thanh Đài Loan Hit FM tổ chức.

## Các thành viên

### Hiện tại
| Nghệ danh  | Tên thật       | Tên thật  | Tên thật        | Ngày sinh         |
| Tiếng Anh  | Phiên âm       | Tiếng Hoa | Hán Việt        | Ngày sinh         |
| ---------- | -------------- | --------- | --------------- | ----------------- |
| Ming Dao   | Lin Chao Chang | 明道      | Minh Đạo        | 26 tháng 2, 1980  |
| Sam Wang   | Wang Shao Wei  | 王少偉    | Vương Thiệu Vỹ  | 18 tháng 12, 1976 |
| Ehlo Huang | Huang Yu Jung  | 黃玉榮    | Huỳnh Ngọc Vinh | 1 tháng 4, 1977   |

### Cựu thành viên
- Chúc Phàm Cương bị công ty của mình sa thải vì tiệc tùng quá mức và có tin đồn sử dụng các chất gây nghiện ma tuý.[2]
- Nhan Hành Thư rời khỏi nhóm để theo đuổi đam mê sự nghiệp thể thao chuyên nghiệp.

## Danh sách đĩa nhạc
- La Robe De Mariage Des Cieux OST - Nhạc phim Áo Cưới Thiên Quốc (2004)
- The Prince Who Turns Into A Frog OST - Nhạc phim Hoàng tử Ếch (2005)
- The Magicians of Love OST - Nhạc phim Phép màu (2006)
- The First Album (2006)
- Angel Lover OST (2007)
- Love Miracle 1
- Love Miracle 2
- Love Miracle 3